# Inclusief taalgebruik

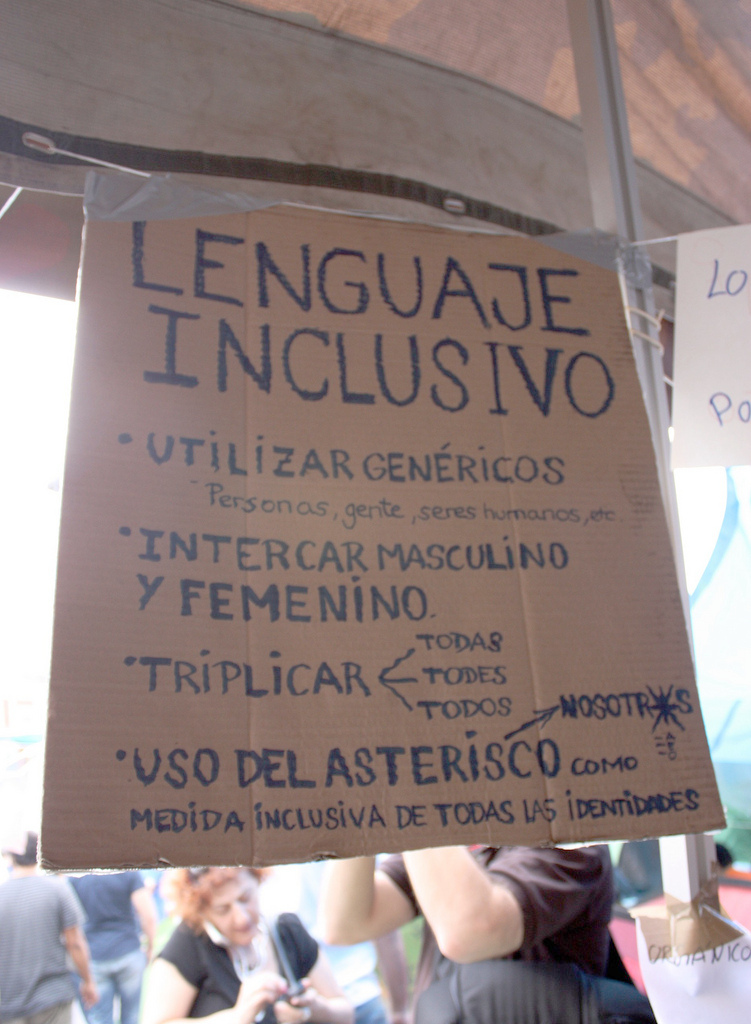
Inclusief taalgebruik in het Spaans

Inclusief taalgebruik of inclusieve communicatie is een vorm van taalgebruik waarbij rekening wordt gehouden met onder andere diversiteit en gender en die stereotiepe beeldvorming probeert te vermijden.
Inclusief taalgebruik wordt soms gezien als een vorm van politieke correctheid, maar onderscheidt zich hiervan doordat het niet enkel gericht is op het vermijden van kwetsend taalgebruik: ook de identiteit van personen, acceptatie, respect en het vermijden van stereotypen spelen een rol. Taalgebruik is volgens de 'Groep op hoog niveau inzake gendergelijkheid en diversiteit' van het Europees Parlement van grote invloed op het gedrag, de houding en de opvattingen van mensen.

## Gebruik
Bepaalde woorden of uitdrukkingen hebben een negatieve connotatie, zijn genderspecifiek of geven een stereotype weer. Inclusief taalgebruik vermijdt dit soort woorden en legt de nadruk op taalgebruik dat onder meer diversiteit erkent, gelijke kansen bevordert en respect toont. Volgens de Linguistic Society of America zijn stereotypen in taal vaak niet opzettelijk bedoeld, maar zijn zij het gevolg van bestaande denkbeelden. Stereotypen kunnen leiden tot marginalisering, het voortbestaan van stereotypen en belediging van personen of groepen, aldus de Linguistic Society of America.

### Frans
Zelfstandige naamwoorden hebben in het Frans een mannelijk of vrouwelijk geslacht. Er zijn woorden die slechts één grammaticale vorm hebben, zoals 'une personne' of 'un individu', die naar alle genders verwijzen. Deze laatste categorie wordt ook wel geclassificeerd als 'generieke hybride zelfstandige naamwoorden'. Wanneer het woord 'une personne' ('een persoon') wordt gebruikt, is het grammaticale geslacht vrouwelijk, maar het kan naar zowel een vrouwelijk als een mannelijk persoon verwijzen. Onderzoek suggereert dat het gebruik van vrouwelijke hybride zelfstandige naamwoorden, in plaats van mannelijke hybride zelfstandige naamwoorden, bijvoorbeeld het gebruik van une personne in plaats van un individu, zou kunnen bijdragen aan meer inclusief taalgebruik.

## Kritiek
De Nederlandse filosoof Floris van den Berg is van mening dat inclusief taalgebruik, door hem omschreven als woke, een vorm van 'taalzuivering' is: "het (agressief) opdringen van politiek correct taalgebruik door censuur en zelfcensuur." De Nederlandse criminoloog Bart Collard stelt dat "de taal wordt ingezet om de moraal en waarheidsperceptie van mensen te beïnvloeden, om zo invloed uit te kunnen oefenen op wet- en regelgeving."

## Genderneutraal en genderinclusief taalgebruik
Een vorm van inclusief taalgebruik is genderneutraal taalgebruik waarbij geen onderscheid wordt gemaakt tussen genders. Door genderneutraal taalgebruik wordt gepoogd stereotypen over mannen en vrouwen te vermijden. Taal wordt gekleurd door persoonlijke perspectieven en normen, waardoor taal nooit volledig objectief of neutraal is. Dit wordt ook wel een 'linguistic bias' genoemd. Volgens sommigen wijzen woorden zoals "papadag" op de norm van een traditionele rolverdeling tussen man en vrouw. Een woord als "mamadag" wordt gezien als overbodig, aangezien er vanuit wordt gegaan dat de vrouw de moederrol op haar neemt. 
Doordat traditionele denkwijzen verweven zijn in het taalgebruik, bestaat er de mening dat hierdoor onbewust de ongelijkheid tussen man en vrouw in stand gehouden wordt. Daarnaast wordt aan sommige woorden specifiek 'vrouw' of 'man' toegevoegd, omdat zij op zichzelf worden geassocieerd met de andere sekse. Voorbeelden hiervan zijn "vrouwelijk hoogleraar" en "vrouwelijke CEO".
Het European Institute for Gender Equality stelt dat woorden die verwijzen naar vrouwelijkheid vaak worden gebruikt om iets te beschrijven dat zwak of minderwaardig is en dat dit soort termen vermeden dienen te worden.

### Tegenstanders
Genderneutraal taalgebruik stuit regelmatig op kritiek. De Vlaamse politieke partij Vlaams Belang omschreef de genderbewuste taaladviezen van de Nederlandse taalunie als "een zoveelste voorbeeld van de drammerigheid van de woke genderideologie" en maakte een vergelijking met het boek 1984 van George Orwell, waarin een toekomstige wereld wordt beschreven waarin de overheid door middel van "Newspeak" bepaalde woorden precies de tegenovergestelde betekenis geeft.
In Duitsland is er verdeeldheid over genderneutraal taalgebruik. De conservatieve politicus Alexander Krauß zei dat het niet mogelijk is om gelijkheid te creëren door genderneutrale woorden te gebruiken.
Lucy Kross Wallace van The Stanford Daily stelt dat het discussiëren over taalgebruik kan leiden tot conflicten die integratie ondermijnen in plaats van bewerkstelligen.

## Sensitief taalgebruik

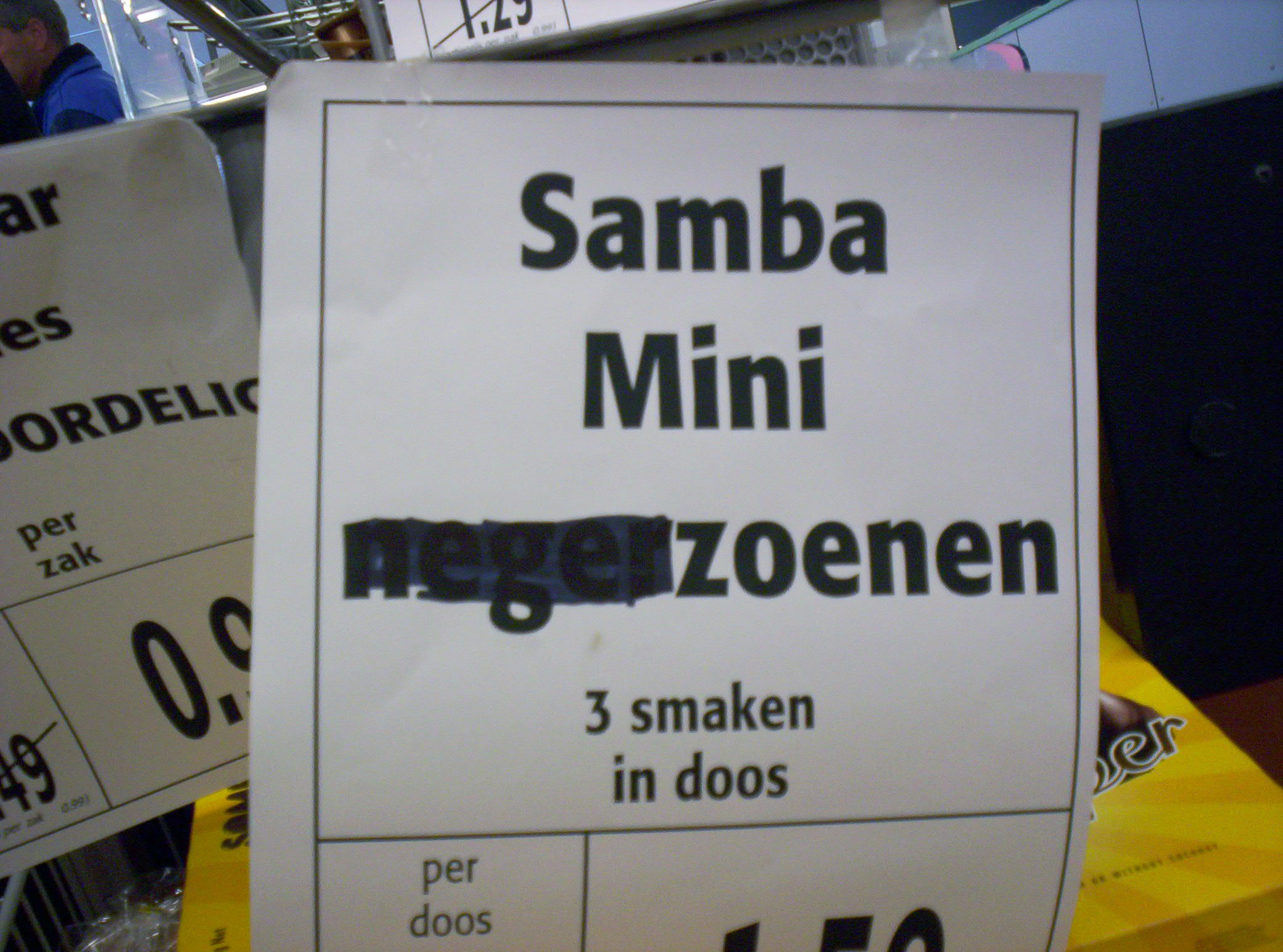
Aangepaste reclameposter

Inclusief taalgebruik houdt rekening met woorden die worden gezien als cultureel sensitief en woorden die geassocieerd worden met onder andere racisme, sociale ongelijkheid en seksisme. Zo is het gebruik van een woord als 'goeroe' om een expert te beschrijven volgens sommigen culturele toe-eigening, aangezien dit een term is die voortkomt uit het boeddhisme en hindoeïsme.
Het woord 'blank' is volgens sommigen besmet door het koloniale verleden en zou geassocieerd worden met reinheid. Sinds 2016 kiezen diverse media er om die reden voor het woord 'wit' te gebruiken. In de Nederlandse media is dit inmiddels de standaard geworden. Personen die zichzelf als 'blanke' beschouwen kunnen het aanduiden van 'blanken' als 'witten' juist als racistisch en beledigend ervaren.

### 'Sensitivity readers'
'Sensitivity readers' ('gevoeligheidslezers') zijn personen die literatuur nalezen en woorden en passages aanpassen die mogelijk als aanstootgevend of kwetsend ervaren worden. In februari 2023 ontstond er ophef over aanpassingen in  boeken van Roald Dahl. Woorden als 'lelijk' en 'dik' zouden als aanstootgevend ervaren kunnen worden en waren om die reden vervangen. Personages uit de boeken van James Bond werden aangepast omdat deze werden gezien als racistisch, en racistisch taalgebruik werd verwijderd.

## Persoon-eerst taalgebruik
Persoon-eerst taalgebruik is een vorm van inclusief taalgebruik om het onderscheid aan te duiden tussen de persoon en diens handicap, beperking of psychische aandoening en in de brede zin om personen van verschillende etniciteiten, sociale klassen, genders en seksuele geaardheden te beschrijven. Door te spreken over bijvoorbeeld 'een gehandicapte' zou de persoon met een handicap vereenzelvigd worden met diens handicap. Om die reden wordt er vaak voor gepleit te spreken over 'een persoon met een handicap'.